# チョウ翎県
刁翎県（ちょうれい-けん）は中華人民共和国黒竜江省にかつて存在した県。現在の牡丹江市林口県北西部に相当する。

## 歴史
国共内戦期間中の1947年（民国36年）、中国共産党の解放区として依蘭県より分割・設置された。1949年に廃止され林口県に編入されている。